# Rabirio (architetto)
Rabirio (Roma, I secolo – Roma, I secolo) è stato un architetto romano.

## Biografia

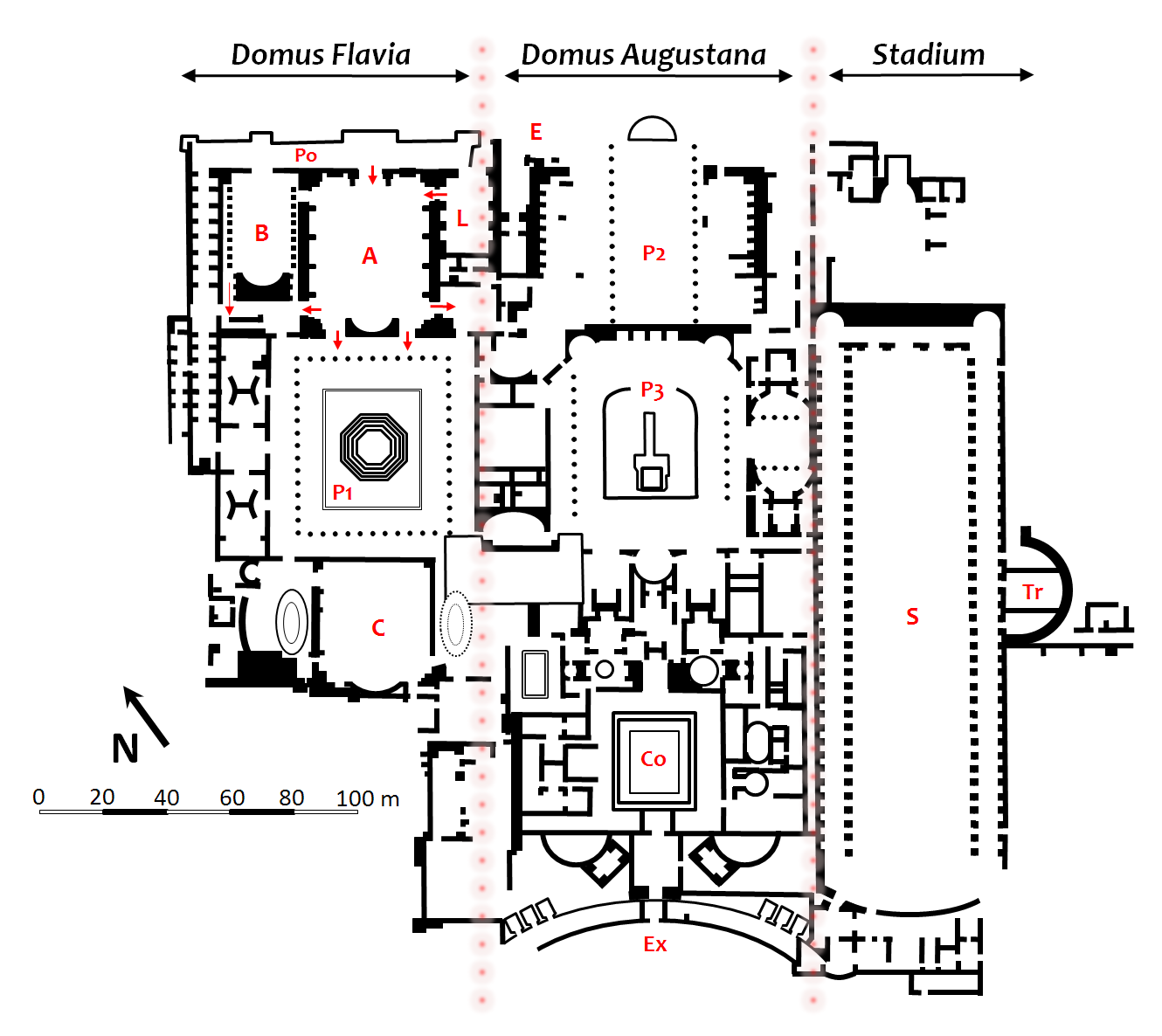
Mappa della Domus Augustana: architetto Rabirio. E : entrata principale. L : Lararium. A : Aula Regia. B : Basilica. Po : portico. P1 : peristilio. C : Cenatio. P2 : secondo peristilio. P3 : terzo peristilio. Co : cortile. Ex : grande esedra. S : Stadium. Tr : Tribuna dello Stadium

Rabirio fu un architetto attivo nell'epoca di Domiziano, menzionato da Marziale per la sua attività svolta nei palazzi del Palatino.
Fondamentalmente le costruzioni domizianee a Roma erano formate da due palazzi affiancati, che ripetono in grande la forma della domus a più peristili, ma esprimono soluzioni spaziali e planimetriche originali e innovative.
La Domus Flavia era dedicata alle cerimonie ufficiali: era costituita da una grande facciata con podio e loggiati a colonne, oltre ad una posteriore aula regia e dalla basilica o sala della giustizia; il centro dell'edificio era caratterizzato da un grande peristilio e in fondo da un ampio triclinio.
La Domus Augustana invece si distingueva per una serie di ambienti che dovevano ospitare l'imperatore sia nelle giornate estive oppure in quelle invernali.
Rabirio si dedicò anche alle residenze extraurbane di Domiziano: le ville di Albano e sul lago di Paola.
Questi edifici evidenziarono ancora di più il gusto innovativo, dato che erano utilizzati soprattutto per attività di svago, e misero in evidenza la ricerca del contatto tra natura e architettura, caratteristica del gusto romano.
Nelle trabeazioni degli edifici domiziani era spesso ricorrente un motivo di due anellini scolpiti fra i dentelli: gli storici dell'architettura e dell'arte pensano che possa essere la sigla di Rabirio.

## Opere
- Domus Flavia
- Domus Augustana
- Ville di Albano
- Ville sul lago di Paola